# Хартія французької мови
Ха́ртія францу́зької мо́ви (фр. Charte de la langue française), також знана як «Закон 101» (Loi 101), — закон провінції Квебек (Канада), що захищає французьку мову, забезпечуючи її державний статус. Хартію було прийнято урядом Рене Левека 26 серпня 1977 року. Її мета — запобігти асиміляції франкоканадців й інтегрувати іммігрантів до франкомовного суспільства.

## Основні положення Хартії
| - Французька є єдиною державною мовою Квебеку. - Всі вивіски, назви вулиць та дорожні знаки мають бути французькою. Англійську мову можна вживати за бажанням, за умов, що розмір англійських літер не перевищує 3/4 від розміру французьких. Інші мови (українську, іспанську, російську, китайську) можна вживати без обмежень, за умов присутності французького тексту. - Діти франко-канадців та іммігрантів мають ходити у французькі школи. У безплатні державні школи з англійською мовою навчання записують лише тих, в кого бодай один з батьків ходив до англійської школи у Квебеку чи Канаді. Проте батьки можуть віддати дитину до приватної англійської школи (якщо та не має фінансової підтримки від держави). - Робочою мовою у великих та середніх фірмах має бути французька. |

## Причини прийняття Хартії
Франкомовні канадці завжди складали абсолютну більшість населення Квебеку (не менш від 80 %). Проте, після завоювання Квебеку Британією 1759 року панівною мовою стала англійська. То була мова комерції, виробництва, рекламних оголошень та (значною мірою) державної адміністрації. Великі підприємства, магазини, контори, банки користувалися винятково англійською. Французька вважалася «мовою бідних».
У 1970-ті роки народжуваність серед франкомовного населення різко зменшилася. Водночас зросла кількість іммігрантів. Іммігранти інтегрувалися переважно у «багате» англомовне суспільство. До того ж дедалі більше франкомовних батьків віддавали дітей до англомовних шкіл. Маленькому народові загрожувала повна втрата рідної мови й асиміляція.
1974 року французьку було оголошено єдиною офіційною мовою Квебеку (Закон про офіційну мову, також відомий як Закон 22). Але цей закон містив у собі певні суперечності та неточності. Тому, 1977 року ухвалено досконаліший закон — Хартію французької мови, яка чинна й дотепер.